# Stazione di Sōen
La stazione di Sōen (桑園駅?, Sōen-eki) è una delle stazioni centrali della città di Sapporo situata sulla linea principale Hakodate e ufficialmente capolinea meridionale della linea Sasshō, sebbene tutti i treni arrivino fino alla stazione di Sapporo.

## Linee
JR Hokkaido
■ Linea principale Hakodate
■ Linea Sasshō

## Storia
La stazione è stata aperta il 1º giugno 1924, in origine in superficie, e nel 1988 la stazione è stata portata su viadotto. Dal 1º giugno 2012 la linea Sasshō è stata elettrificata da questa stazione a quella di Hokkaidō-Iryōdaigaku, e viene quindi anche percorsa da treni elettrici.

## Struttura
La stazione è dotata di due banchine a isola che servono 4 binari.
| 1 | ■ Linea principale Hakodate  |  | Per Teine e Otaru                                               |
| 2 | ■ Linea principale Hakodate  |  | Per Sapporo, Iwamizawa e Aeroporto Shin-Chitose                 |
| 3 | ■ Linea Gakuentoshi (Sasshō) |  | Per Ainosato-Kyōikudai, Hokkaidō-Iryōdaigaku e Ishikari-Tōbetsu |
| 4 | ■ Linea Gakuentoshi (Sasshō) |  | Per Sapporo                                                     |

## Stazioni adiacenti
| «                          | Servizio       | »              |
| Linea Hakodate             | Linea Hakodate | Linea Hakodate |
| -------------------------- | -------------- | -------------- |
| Sapporo                    | Tutti i treni  | Kotoni         |
| Linea Gakuentoshi (Sasshō) |                |                |
| Sapporo                    | Tutti i treni  | Hachiken       |